# The Triumph of the Weak
The Triumph of the Weak è un film del 1918 diretto da Tom Terriss e interpretato da Alice Joyce. Prodotto dalla Vitagraph Company of America e distribuito dalla Greater Vitagraph, il film uscì nelle sale il 13 maggio 1918. La sceneggiatura si basa su un lavoro teatrale di Edith Ellis e di Forrest Halsey dal titolo My Man che era stato presentato al Bijou Theatre di Broadway il 27 settembre 1910.

## Trama
Vedova di Frank Merrill, un pilota rimasto ucciso durante una tempesta, Edith si trasferisce in città ma, senza mezzi, per provvedere a Teddy, il suo bambino, la donna è costretta a rubare. Condannata per furto, sconta tre anni di prigione. Quando viene rilasciata, rapisce Teddy dall'orfanotrofio e fugge con lui. Cambiata città, Edith trova lavoro in un grande magazzino. Il suo capo, Jim Roberts, si innamora di lei e la sposa. Tutto sembra andare per il meglio, quando appare Diamond Mabel, una ladra che Edith aveva conosciuto in carcere, che ricatta la sua vecchia compagna di cella e la minaccia di rivelare al marito il suo passato. Robert Jordan, un detective, cattura Mabel e Jim - dopo essere venuto a conoscenza del vecchio furto di Edith - perdona la moglie. Edith, di propria volontà, ritorna in carcere per non aver rispettato la parola data. La pena, però, le viene condonata e lei è libera di tornare a casa dalla sua famiglia.

## Produzione
Il film - girato con il titolo di lavorazione The Strength of the Weak - fu prodotto dalla Vitagraph Company of America.

## Distribuzione
Il copyright del film, richiesto dalla Vitagraph Co. of America, fu registrato il 9 maggio 1918 con il numero LP12407.
Distribuito dalla Greater Vitagraph (V-L-S-E) e presentato da Albert E. Smith, il film uscì nelle sale cinematografiche statunitensi il 13 maggio 1918.
Non si conoscono copie ancora esistenti della pellicola che viene considerata presumibilmente perduta